# Scortum neili
Scortum neili is een straalvinnige vissensoort uit de familie van de tijgerbaarzen (Terapontidae). De wetenschappelijke naam van de soort is voor het eerst geldig gepubliceerd in 1993 door Allen, Larson & Midgley.